# Adobe Fireworks
Adobe Fireworks (anteriormente llamado Macromedia Fireworks) es un editor de gráficos vectoriales y mapas de bits. Fue originalmente desarrollado usando partes de Macromedia xRes, la cual había sido adquirida por Adobe en 2005. Fireworks está pensado para que los desarrolladores web puedan crear rápidamente interfaces web y prototipos de web, intención desde que pertenecía a Macromedia.
El 6 de mayo de 2013, Adobe anunció que Fireworks sería descontinuado. Adobe continuará proveyendo de actualizaciones de seguridad y arreglos de errores para la versión actual, sin embargo no planean añadir nuevas características.
La compañía ya no sacará nuevas versiones del producto, cuya última versión es la CS6.

## Integración con herramienta Adobe Flash
La integración con Adobe Flash se ha ido reduciendo paulatinamente desde que Flash, en su versión 7, integró la herramienta PolyStar que hace un polígono directamente en Flash sin necesidad de usar Fireworks para hacer dicho polígono o estrella.
En la versión 8 de Flash ya incluye potentes filtros de gráficos vectoriales que antes se hacían con Fireworks, tales como:
- Iluminado y resplandores
- Sombra
- Relieve y hundido
- Fotomontajes
- Efectos

## Historial de versiones
- 1998: Macromedia Fireworks
- 1999: Macromedia Fireworks 2
- 2000: Macromedia Fireworks 3
- 2001: Macromedia Fireworks 4
- 2002: Macromedia Fireworks MX (v6.0)
- 2003: Macromedia Fireworks MX 2004 (v7.0)
- 2005: Macromedia Fireworks 8
- 2007: Adobe Fireworks CS3 (v9.0)
- 2008: Adobe Fireworks CS4 (v10.0)
- 2010: Adobe Fireworks CS5 (v11.0)
- 2011: Adobe Fireworks CS5.1 (v11.1)
- 2012: Adobe Fireworks CS6 (v12.0)
- 2012: Adobe Fireworks CS7 (v20.0)